# 第一東海自動車道
第一東海自動車道（だいいちとうかいじどうしゃどう）は、東海地方を縦貫する国土開発幹線自動車道（国幹道）・高速自動車国道の路線名。一般には東名高速道路として案内される。

## 概要
国土開発幹線自動車道建設法では、第一東海自動車道は以下のとおりとされている。
また、高速自動車国道の路線を指定する政令では全区間が「第一東海自動車道」として以下のとおり高速自動車国道の路線とされている。
東名高速道路（東名高速、東名）の道路名で、全区間が供用中である。このため、道路利用者向けには「第一東海自動車道」という路線名が使用されることはない。また、第二東海自動車道（新東名高速道路）が並行し相互に補完し合うようにされている。
なお、首都圏中央連絡自動車道（圏央道）として供用中の海老名南JCT - 海老名IC間も第一東海自動車道に指定されており、小牧JCT
- 小牧IC間は中央自動車道西宮線と重複している。

## 沿革
- 1960年（昭和35年）7月25日 : 東海道幹線自動車国道建設法施行、予定路線の基準は以下のとおり。
  - 
    - 東京都
    - 横浜市附近
    - 静岡市附近
    - 浜松市附近
    - 豊橋市附近
    - 名古屋市附近
- 1966年（昭和41年）7月1日 : 「東海自動車道」として国幹道の予定路線となる。
- 1968年（昭和43年）4月25日 : 東名高速道路の最初の区間として、東京IC - 厚木IC間・富士IC - 静岡IC間・岡崎IC - 小牧IC間が開通。
- 1969年（昭和44年）5月26日 : 大井松田IC - 御殿場IC間開通により、東名高速道路全区間供用。
- 1971年（昭和46年）12月21日 : 首都高速3号渋谷線との直結口開通により、東名高速道路全線供用。
- 1987年（昭和62年）9月1日 : 第四次全国総合開発計画を受け国土開発幹線自動車道建設法改正、路線名が第一東海自動車道となる。
- 2010年（平成22年）2月27日 : 首都圏中央連絡自動車道として海老名JCT - 海老名IC間が開通。
- 2015年（平成27年）3月8日 : 首都圏中央連絡自動車道として海老名JCT - 海老名南JCT（ - 寒川北IC）間が開通。